# Pierre II (roi de Portugal)
Pour les articles homonymes, voir Pierre de Portugal et Pedro II.
Pierre II de Portugal, né le 26 avril 1648 à Lisbonne et mort le 9 décembre 1706 à Sintra, surnommé « le Pacifique », est roi de Portugal de 1683 à sa mort en 1706.
Sous le règne de son frère, Alphonse VI, il exerce la régence jusqu'à son accession au trône. Il est le cinquième et dernier enfant de Jean IV et de Louise-Françoise de Guzmán.

## Jeunesse

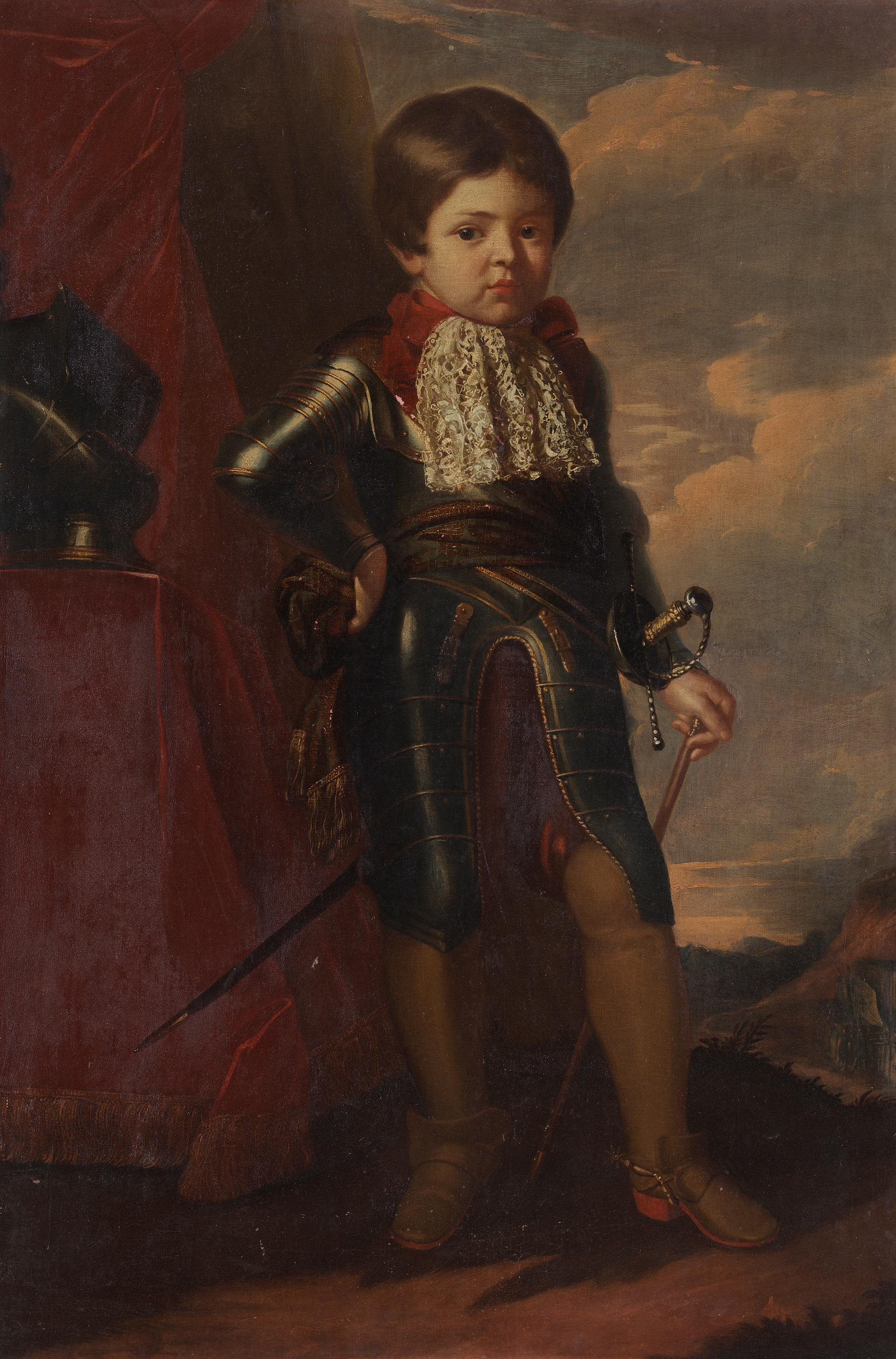
Pierre II, jeune enfant.

Troisième fils du roi Jean IV et de la reine Louise-Françoise de Guzmán, Pierre est fait duc de Beja et seigneur de la maison de l'Infantado.
Après la mort de son père, sa mère devient régente du nouveau roi Alphonse VI de Portugal, le frère aîné de Pierre, partiellement paralysé et mentalement instable. En 1662, Alphonse VI enferme sa mère dans un couvent et s'empare du pouvoir. Pierre est proclamé régent du royaume après la déchéance de son frère par les Cortes le 24 novembre 1667. L'année suivante, il signe le traité de Lisbonne avec l'Espagne (12 février) et épouse Marie-Françoise-Élisabeth de Savoie le 2 avril avec une dispense papale consécutive à l'annulation du mariage de celle-ci avec son frère, le roi déchu,. Il bannit Alphonse VI aux Açores et, plus tard, Sintra où il meurt en 1683. À la mort de celui-ci, il monte sur le trône, le 12 septembre 1683,.
De son mariage avec Marie-Françoise-Élisabeth de Savoie,, il a une fille, Isabelle-Louise, princesse de Beira (1669-1690), qui devient son héritière présomptive.

## Règne (1668-1706)
Pierre consolide l'indépendance du Portugal avec la signature du traité de Lisbonne en 1668 mettant fin à la guerre de Restauration portugaise. Il bénéficie du soutien de l'Angleterre basé sur les clauses du mariage qui unit Charles II d'Angleterre à sa sœur Catherine de Bragance depuis 1661.
Après son coup d'État en 1667, Pierre rétablit la noblesse dans son plein pouvoir et le gouvernement par conseils de nobles atteint un point culminant au cours de son règne parce qu'il a besoin de leur soutien pour déposer Alphonse VI. Cependant, à la fin de son règne, Pierre centralise le pouvoir de la monarchie et dissout la force excessive de la noblesse. Ses successeurs règnent en monarques absolus, et les Cortes ne seront pas assemblées avant plus d'un siècle,.
Ses années de pourvoir sont marquées par des réalisations importantes. En 1671, il concède la liberté de commerce aux Anglais résidant au Portugal et commence à créer des manufactures de textile. Isabelle-Louise est proclamée héritière du trône aux Cortes portugaises de 1674, Pierre promulguant une lettre sur les régences et tutelles des rois pour mieux fonder les droits de sa fille.

En 1674, sa principale préoccupation est d'améliorer les défenses du royaume, en demandant des contributions de la Junta dos Três Estados pour le maintien des garnisons frontalières, de son attirail et des travaux indispensables dans les châteaux et les forts. Les Cortes ne répondent pas à la totalité de ses demandes, mais la grande appréhension est dans la défense côtière. Veríssimo Serrão, dans son livre Histoire du Portugal, tome V, page 213 dit ce qui suit : 

« Les expéditions en provenance de l'Inde et du Brésil ont été le principal objet de cupidité, de sorte que la Couronne a été obligée d'armer une flotte de 11 bateaux. (…) L'escadre quitta le Tejo le 21 juillet 1675, sous le commandement de Pedro Jacques de Magalhães. (…) Mais les résultats d'une entreprise aussi coûteuse furent nuls. »

Il existe un obstacle légal au mariage de sa fille avec son cousin, le duc de Savoie. La soi-disant loi des Cortes de Lamego empêche le mariage d'une héritière avec un prince étranger. Ce prétendu document devient la loi fondamentale du Royaume en 1640. Les Cortes, appelées le 1er novembre 1679, procèdent à la dérogation,. L'ambassadeur de Savoie, le marquis d'Ornano, vient alors à Lisbonne pour célébrer le mariage par procuration. Mais tout cela devient inefficace dans la mesure où l'ambassade du duc de Cadaval, envoyée à Turin en mai 1682, n'arrive pas ou ne termine pas le projet, par les pressions, peut-être, de Louis XIV sur la dynastie de Savoie.
En 1683, la reine Marie-Françoise-Élisabeth meurt. À la cour, il y a un fort parti français, dirigé par le duc de Cadaval, alors comte de Vila Maior et par le vicomte de Ponte de Lima, mais d'autres sont favorables à une alliance plus étroite avec l'Espagne. En se remariant, Pierre II choisit la sœur de la reine d'Espagne, fille de Philippe-Guillaume de Neubourg, électeur palatin. La nouvelle reine, Marie-Sophie de Neubourg, n’influence jamais la vie politique, restant discrète. Le couple a huit enfants, dont le futur Jean V de Portugal qui succède à son père en 1706 comme roi.

### Politique européenne

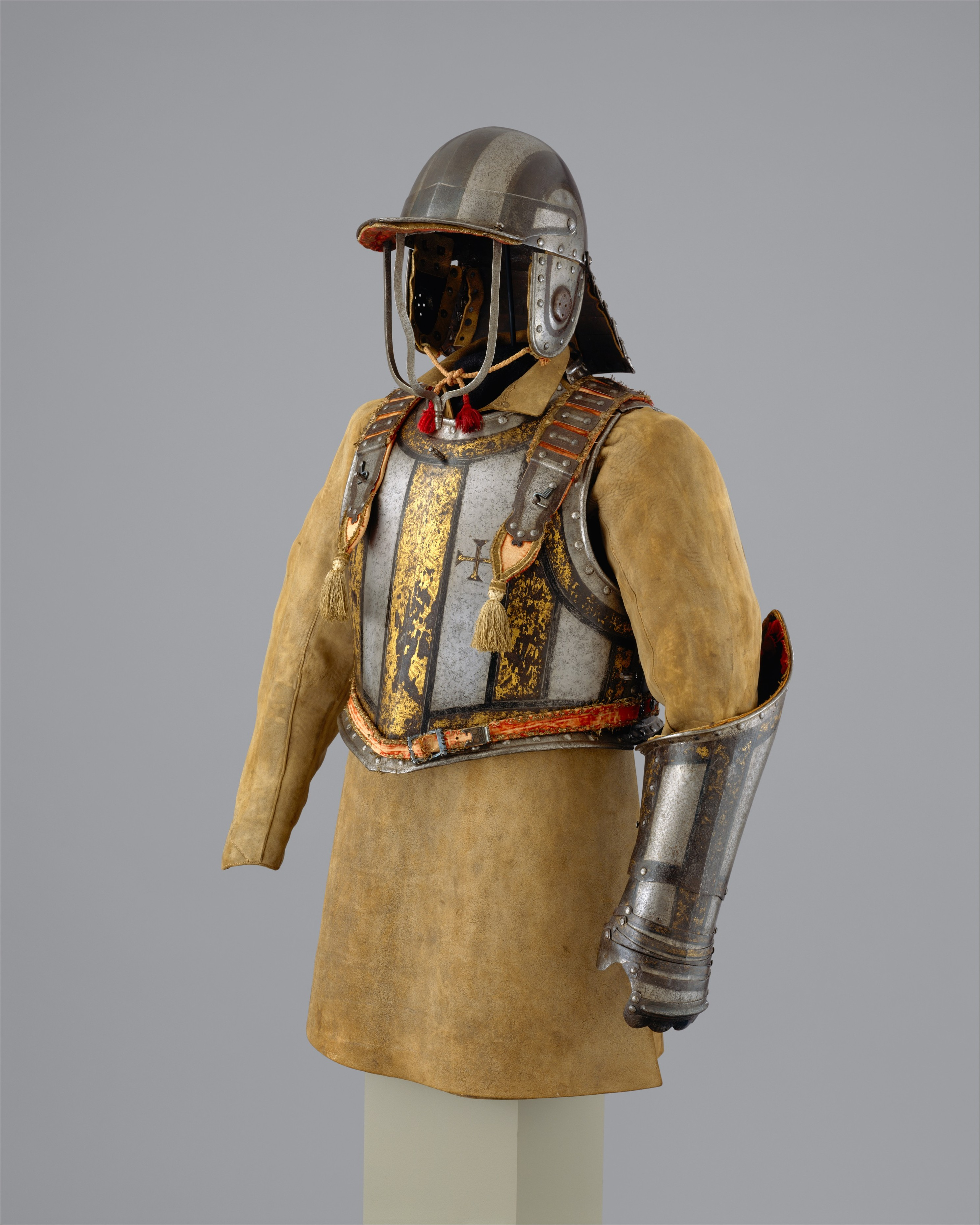
Armure de cavalerie de fabrication anglaise de Pierre II, roi de Portugal, composée d'une cuirasse, d'une bride - un gantelet à main, un manteau chamois et un casque pot à queue de homard à 3 barreaux. Ceux-ci sont de très haute qualité.

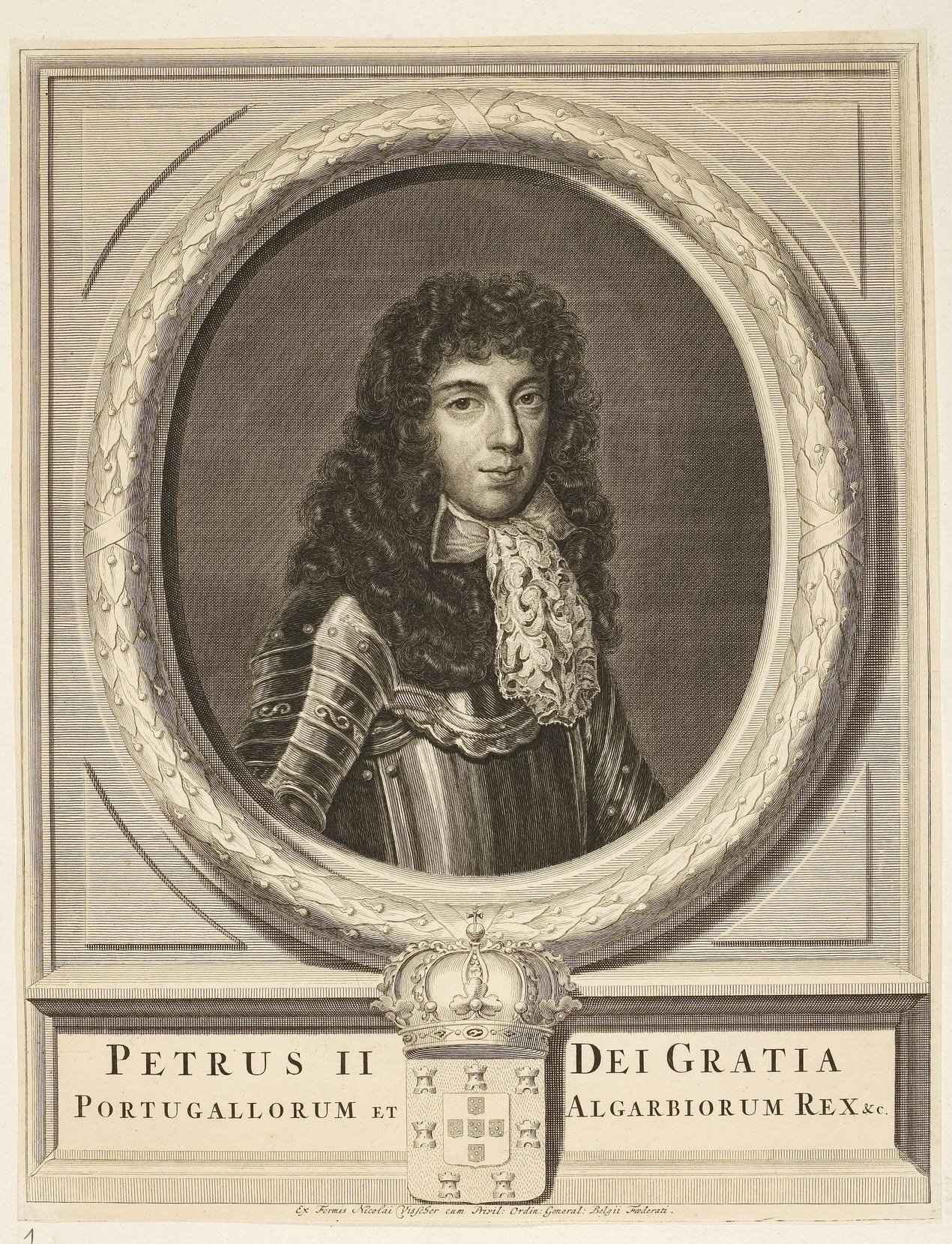
Gravure du roi Pierre II par Nicolaes Visscher II.

Pierre est initialement favorable à l'avènement de Philippe V d'Espagne (1701) avant de finalement rejoindre la Grande Alliance le 6 mai 1703 en échange de sept villes à récupérer sur l’Espagne lors de la guerre de Succession d'Espagne (1701-1714). Le 16 mai 1703, le Portugal et l'Angleterre signent le traité de Methuen. Cet accord commercial accorde des privilèges commerciaux mutuels aux commerçants de vin portugais et de textile anglais et donne plus tard à l'Angleterre une influence significative dans l'économie portugaise. Cela est suivi en décembre 1703 par une alliance militaire entre le Portugal, l'Autriche et l'Angleterre pour une invasion de l'Espagne. Les forces portugaises et alliées, sous le commandement d'António Luís de Sousa, 2e marquis des Minas, capturent Madrid en 1706, au cours de la campagne qui se termine par la défaite alliée à la bataille d'Almansa.

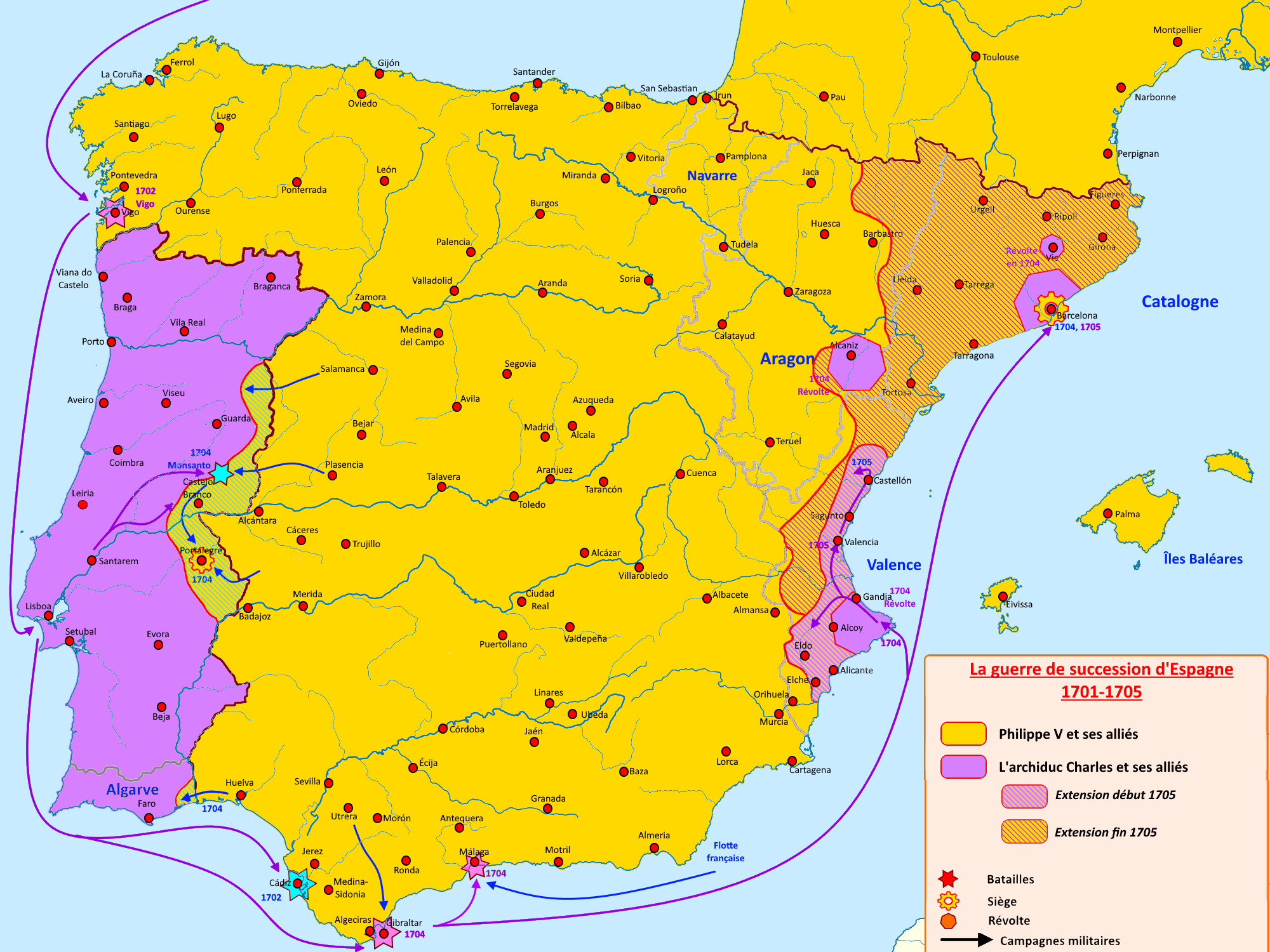
La guerre de Succession d'Espagne, 1701-1705.

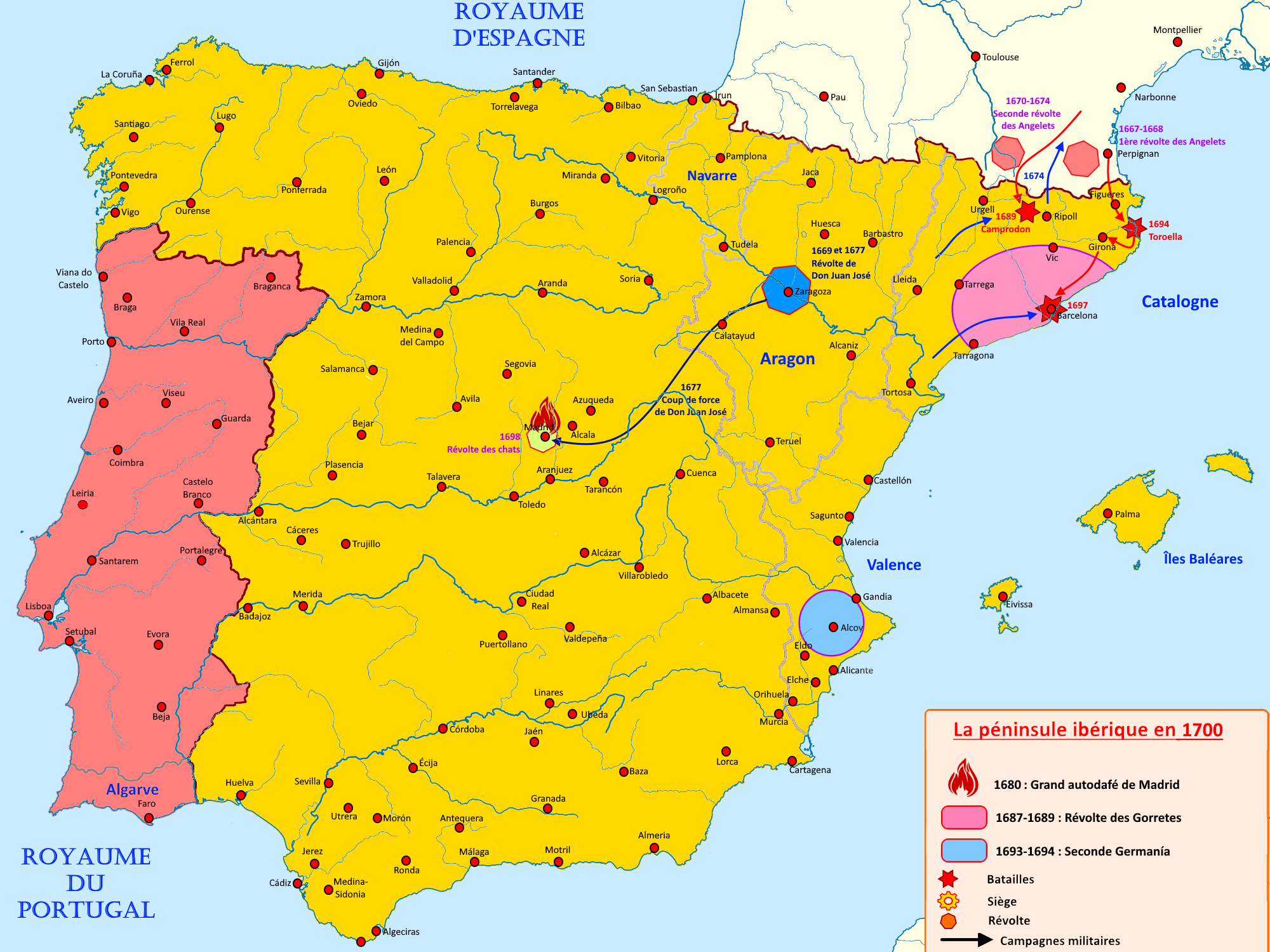
Le Portugal de 1665 à 1700.

### Brésil
Pierre obtient l'approbation papale pour l'élévation de l'évêché de Bahia au statut d'archevêché et la création des évêchés d'Olinda et de Rio de Janeiro en 1676. L'année 1677 voit la création de l'évêché de Maranhão, directement subordonné à l'archevêché de Lisbonne. En 1686, par décret du Régiment des Missionnaires, les privilèges des Jésuites dans l'intérieur de la région Nord sont restreints. Il y a cependant des résistances au processus de réorganisation de l'administration coloniale, comme la révolte de Beckman de 1684 qui soulève les colons du Maranhão contre le monopole de la Compagnie Générale de Commerce de Grão-Pará et du Maranhão puis le soulèvement des Tapuias dans les années 1680 dans diverses régions du Nord-Est.
La découverte d'Or à l'intérieur de Caetés, Minas Gerais, à la fin du XVIIe siècle, marque le début d'une ère de prospérité économique et de changements administratifs. L'année 1693 voit la création de la Capitainerie de São Paulo et Minas Gerais. L'intendance du Minas Gerais est créée en 1702. Cette période voit la destruction du Quilombo dos Palmares, à Alagoas, en 1695.
Le roi fixe la base de sa politique brésilienne sur deux points principaux : l'importation de métaux et de pierres précieuses ainsi que l'expansion des frontières de la colonie jusqu'aux rives du Río de la Plata. Il envoie le vicomte de Barbacena au Brésil avec pour instructions d'encourager l'exploration minière. La réputation des Paulistas est telle que, poussé par Barbacena, Pierre II écrit à douze pionniers Piratinganos et leur accorde « l'honneur incomparable » de les convoquer directement pour placer leur emploi au service royal.
Sous son règne, la Casa da Moeda do Brasil est créée le 8 mars 1694. Le roi cède ses droits de seigneuriage, hommage qui lui était dû, en faveur du meilleur fonctionnement de cette institution, qui frappe les premières pièces de monnaie brésiliennes à usage au sein de la colonie. Ces pièces de 2 000 et 4 000 reais en or et de 640, 320, 160, 80, 40 et 20 reais en argent amplifient et diversifient la circulation au Brésil.
À la fin du règne de Pierre II, il y a deux grands problèmes au Brésil : le conflit sur la Colónia do Sacramento qui, bien que reconnue depuis 1680 comme territoire portugais, est occupée par les Espagnols en 1705, et les premiers conflits entre Paulistas et Emboabas, étrangers en compétition, y compris des métropolitains (c'est-à-dire des gens du Portugal européen), arrivés dans la région à la recherche d'or.

## Mort
À partir de 1703, le roi traverse des périodes de profonde somnolence que les médecins attribuent à un « écoulement descendant d'estilicido », c'est-à-dire à une grave infection du larynx. Le 5 décembre 1706, il est atteint d'une « pleurésie légitime », qui entraîne une crise, avec laquelle il perd connaissance. L'effusion de sang de ses pieds n'a donné aucun résultat et le 9 décembre, l'attaque est devenue mortelle. On pense aujourd'hui que le roi souffrait d'une maladie du foie, car l'autopsie a révélé « une partie de son foie tordue où l'on pouvait trouver 25 calculs dans la bile ». Il meurt au palais Palhavã, à Lisbonne. Il était le dernier enfant survivant de Jean IV de Portugal et est enterré à Lisbonne dans le panthéon royal des Bragance.

## Mariage et descendance
Pierre II épouse en premières noces en 1668 sa belle-sœur Marie-Françoise-Élisabeth de Savoie (1646-1683), qui a d'abord épousé son frère Alphonse VI en 1666 (ce précédent mariage est annulé en 1668).
De son union avec Marie-Françoise-Élisabeth de Savoie naît :
- Isabelle-Louise de Portugal (1669 † 1690)

Pierre II épouse ensuite en secondes noces, en 1687, Marie-Sophie de Neubourg (1666 † 1699), belle-sœur de l'empereur Léopold Ier.
De cette union naissent :
- Jean (1689-1750), qui succède à son père et épouse en 1708 Marie-Anne d'Autriche (1683-1754).
- François de Portugal, duc de Beja (1691-1742)
- Antoine-François de Portugal (1695-1757)
- Manuel-François de Portugal (1697-1766)
- Françoise-Josèphe de Portugal (1699-1736)

Il a plusieurs enfants naturels :
- Louise de Bragance, duchesse de Cadaval, de Maria da Cruz Mascarenhas
- Joseph de Bragance archevêque de Braga, de Francisca Clara Da Silva

## Titre complet
Roi de Portugal et des Algarves, de chaque côté de la mer en Afrique, duc de Guinée et de la conquête, de la navigation et du commerce d'Éthiopie, d'Arabie, de Perse et d'Inde par la grâce de Dieu